# Den franske forfatning af 4. oktober 1958
Den franske forfatning af 4. oktober 1958 er på nuværende tidspunkt Frankrigs forfatning. Den består af 16
kapitler, der er underinddelt i et antal artikler, der definerer Frankrig som nation, landets ledelse og dets forhold til
omverdenen.

## Historie
Konstitutionen er som navnet siger trådt i kraft 4. oktober 1958. Den er siden blevet modificeret 24 gange, senest ved
lov nr 2008-724 af 23 juli 2008.

## Indhold

### Indledning
Det franske folk erklærer højtideligt sin tilslutning til menneskerettighederne og princippet om
national suverænitet, som de er defineret i henhold til deklarationen af 1789, bekræftet ved konstitutionen
af 1946 og ved Charte de l’environnement i 2004.
Som en konsekvens af disse principper og af folkets frie ret til selvbestemmelse, tilbyder
republikken at oversøiske territorier, der udtrykker vilje til, at efterleve disse normer baseret på
et fælles ideal om om frihed, lighed og broderskab i lyset af deres demokratiske udvikling, kan tilslutte sig
republikken.

### Artikel I
Frankrig er en udelelig, sekulær, demokratisk og social republik. Den garanterer
alle sine borgere lighed for loven, uanset oprindelse, race eller religion. Den respekterer alle
trosretninger. Organisationen af republikken er decentral. Loven garanterer lige adgang for
mænd og kvinder til at stille op til valg og til at varetage professionelle og samfundsmæssige embeder.

### Kapitler
Herunder følger en oversigt over de vigtigste stikord til kapitlerne og enkelte udvalgte artikler

#### Kapitel I
Omhandler suveræniteten
Artikel 2 – 4
Artikel 2
- Republikkens sprog er fransk
- Det nationale symbol er det trefarvede flag blåt, hvidt, rødt
- Nationalmelodien er la Marseillaise
- Republikkens motto er: Frihed, lighed, broderskab.
- Dets princip er: Ledet af folk af folket for folket

#### Kapitel II
Omhandler republikkens præsident
Artikel 5 – 19

#### Kapitel III
Omhandler regeringen
Artikel 20 – 23

#### Kapitel IV
Omhandler parlementet
Artikel 24 – 33

#### Kapitel V
Omhandler relationerne mellem parlementet og regeringen
Artikel 34 – 51-2

#### Kapitel VI
Omhandler internationale aftaler og traktater
Artikel 52 – 55

#### Kapitel VII
Omhandler konstitutionsrådet
Artikel 56 – 63

#### Kapitel VIII
Omhandler det retslige ansvar
Artikel 64 –
Artikel 64
Republikkens præsident er garant for uafhængigheden og retslige ansvar
Han bliver assisteret af Det overordnede råd af magistrater
Une loi organique porte statut des magistrats.
Les magistrats du siège sont inamovibles.

#### Kapitel IX
Omhandler højesteret
Artikel

#### Kapitel X
Omhandler regeringens medlemmers retslige ansvar
Artikel

#### Kapitel XI
Omhandler Rådet for økonomi, social og miljø
Artikel

#### Kapitel XI B
Omhandler forsvaret af rettigheder
Artikel

#### Kapitel XII
Omhandler de territoriale kollektiver
Artikel

#### Kapitel XIII
Omhandler de midlertidige foranstaltninger i relation til Ny Kaledonien
Artikel

#### Kapitel xIV
Omhandler omhandler frankofonien og samarbejder i den forbindelse
Artikel

#### Kapitel XV
Omhandler den europæiske union
Artikel

#### Kapitel XVI
Omhandler revision af konstitutionen
Artikel